# Шарахмедов Ахмад (Шоахмад)
Шарахмедов Ахмад (Шоахмад) (1900—1978, узб. Шораҳмедов Шоаҳмад Шораҳмат ўғли) — советский, узбекский журналист, стенографист, писатель, член Союза журналистов СССР с декабря 1958 г., Заслуженный работник культуры Узбекской ССР с 1968 г.

## Биография
Родился в 1900 году в городе Ташкенте, в махалле Сагбон, в семье крестьянина. Имел двух братьев и одну сестру. В 1909—1917 годах получил среднее образование в старой школе. В 1918 году поступил на шестимесячные курсы по подготовке учителей, которые успешно окончил в 1919 году. С 1919 года принимал активное участие в государственной программе по ликвидации безграмотности («Ликбез»), работая учителем до 1923 года. В 1924 году поступил на впервые открывшиеся в Ташкенте курсы стенографии, которые окончил в 1925 году. В 1926 году переехал в Самарканд, ставший первой столицей Узбекской Советской Социалистической Республики (образована 27 декабря 1924 года). В том же году поступил на работу в Центральный исполнительный комитет (ЦИК) Узбекской ССР в качестве секретаря-стенографиста.
В 1928 году был назначен секретарем по поручениям при Юлдаше Ахунбабаеве, занимавшем должность Председателя Президиума ЦИК Узбекской ССР, а впоследствии — Председателя Президиума Верховного Совета Узбекской ССР. До 1941 года сопровождал Ахунбабаева в служебных поездках по республике, принимая участие в реализации земельной реформы, коллективизации, развитии хлопководства, строительстве ирригационных сооружений и народных строек, включая возведение Большого Ферганского канала.
С 1941 по 1960 год работал литературным сотрудником отдела сельского хозяйства в редакции газеты «Кизил Узбекистон» (ныне «Халк Сузи»), являвшейся печатным органом Центрального комитета Коммунистической партии Узбекистана, Верховного Совета и Совета Министров Узбекской ССР. Занимал должность литературного сотрудника отдела сельского хозяйства. В период своей работы в редакции (1947—1949 годы) Шоахмад Шарахмедов имел возможность сотрудничать с рядом выдающихся представителей узбекской литературы и журналистики. Среди них — Шараф Рашидов, впоследствии ставший Первым секретарём ЦК Компартии Узбекской ССР, Народный поэт Узбекской ССР Гафур Гулям, Народные писатели Узбекской ССР Ойбек и Саид Ахмад, а также видные деятели узбекской советской печати Зиё Есенбоев и Максуд Кориев.
Особенно тёплые и дружеские отношения связывали его с Гафуром Гулямом. Их сотрудничество началось ещё в 1936 году во время работы над повестью «Озорник» — в этот период Шарахмедов выполнял функцию стенографиста, помогая Гуляму в записи отдельных частей произведения.
В 1956 году в составе делегации Узбекской ССР совершил паломничество (хадж) в священные для мусульман города Мекку и Медину. Дважды избирался депутатом Ташкентского городского Совета депутатов трудящихся (в 1950 и 1957 годах). В 1960 году вышел на пенсию с присвоенным статусом «Персонального пенсионера республиканского значения».После выхода на пенсию занимался общественной деятельностью, работая в Духовном управлении мусульман Средней Азии и Казахстана (САДУМ).
Скончался 6 апреля 1978 года в Ташкенте. Похоронен на Чигатайском кладбище.

## Творчество и публикации
В 1967 году был издан двухтомный роман «Отец», посвященный жизни и деятельности первого Председателя Президиума Центрального исполнительного комитета (ЦИК) Узбекской ССР Юлдаша Ахунбабаева. Книга написана в соавторстве с писателем Хабибом Нугманом.
Среди других работ, в создании которых он принимал участие:
- «Хлопку — зелёную улицу» (1961) — исследование, посвященное опыту колхоза имени Хрущёва в Янгиюльском районе Ташкентской области.
- «Поливы через междурядье — важное средство повышения урожайности хлопчатника» (1957) — научная работа, написанная в соавторстве с В. Е. Еременко и М. В. Мухамеджановым.
- «Трижды Герой Социалистического Труда» (1957) — очерк о председателе колхоза «Шарк юлдузи» Октябрьского района Х. Турсункулове, написанный в соавторстве с Хабибом Нугмановым.
- «Светлые дали» (1976) — роман, созданный совместно с Хабибом Нугманом.

## Награды
- Указом Президиума Верховного Совета Узбекской ССР от 21 июня 1968г присвоено звание «ЗАСЛУЖЕННЫЙ РАБОТНИК КУЛЬТУРЫ Узбекской ССР» (N 739)
- Указом Президиума Верховного Совета СССР от 14 февраля 1946г награждён Медалью «За трудовое отличие» (N медали 56231)
- Указом Президиума Верховного Совета СССР от 14 марта 1947г награждён Орденом «Знак Почёта» (N ордена 92048)
- Указом Президиума Верховного Совета Узбекской ССР. от 17 мая 1944г награждён ПОЧЕТНОЙ ГРАМОТОЙ (N 6805)
- Указом Президиума Верховного Совета Узбекской ССР. от 06 декабря 1944г награждён ПОЧЕТНОЙ ГРАМОТОЙ (N 7641)
- Указом Президиума Верховного Совета Узбекской ССР. от 1 апреля 1960г награждён ПОЧЕТНОЙ ГРАМОТОЙ (N 642)
- Указом Президиума Верховного Совета СССР награждён Медалью «За доблестный труд в Великой Отечественной войне 1941—1945 гг».

## Семья

### Супруга
- Шарахмедова Махбуба (1901—1953)
- Шарахмедова Муборак (1921-02.2005)

### Дети
Имел шестерых детей:
- Исматуллаева (Шарахмедова) Матлюба Ахмедовна (11 сентября 1924 — 27 августа 1996).
- Шарахмедова Манзура Ахмедовна (20 января 1926 — 1 декабря 2009).
- Шарахмедов Джавлан Ахмедович (25 сентября 1929 — 25 августа 2007) — в 1952 году окончил Среднеазиатский политехнический институт по специальности «Автомобили».
- Ахророва (Шарахмедова) Чаман Ахмедовна (11 сентября 1935 — 3 января 2021) — окончила Ташкентский текстильный институт.
- Шарахмедов Даврон Ахмедович (15 февраля 1938 — 3 августа 2015) — в 1963 году окончил философский факультет Ташкентского государственного университета, кандидат философских наук (1973).
- Закирова (Шарахмедова) Мавжуда Ахмедовна (6 октября 1940 — 7 марта 2003) — окончила Ташкентский педагогический институт.